# Markaryds marknad
Markaryds marknad är en av Sveriges största och äldsta höstmarknader belägen i Markaryd i Småland. Har anor från 1500-talet då Markaryd var gränsbygd till danska Skåne och Halland.